# Koro Toro

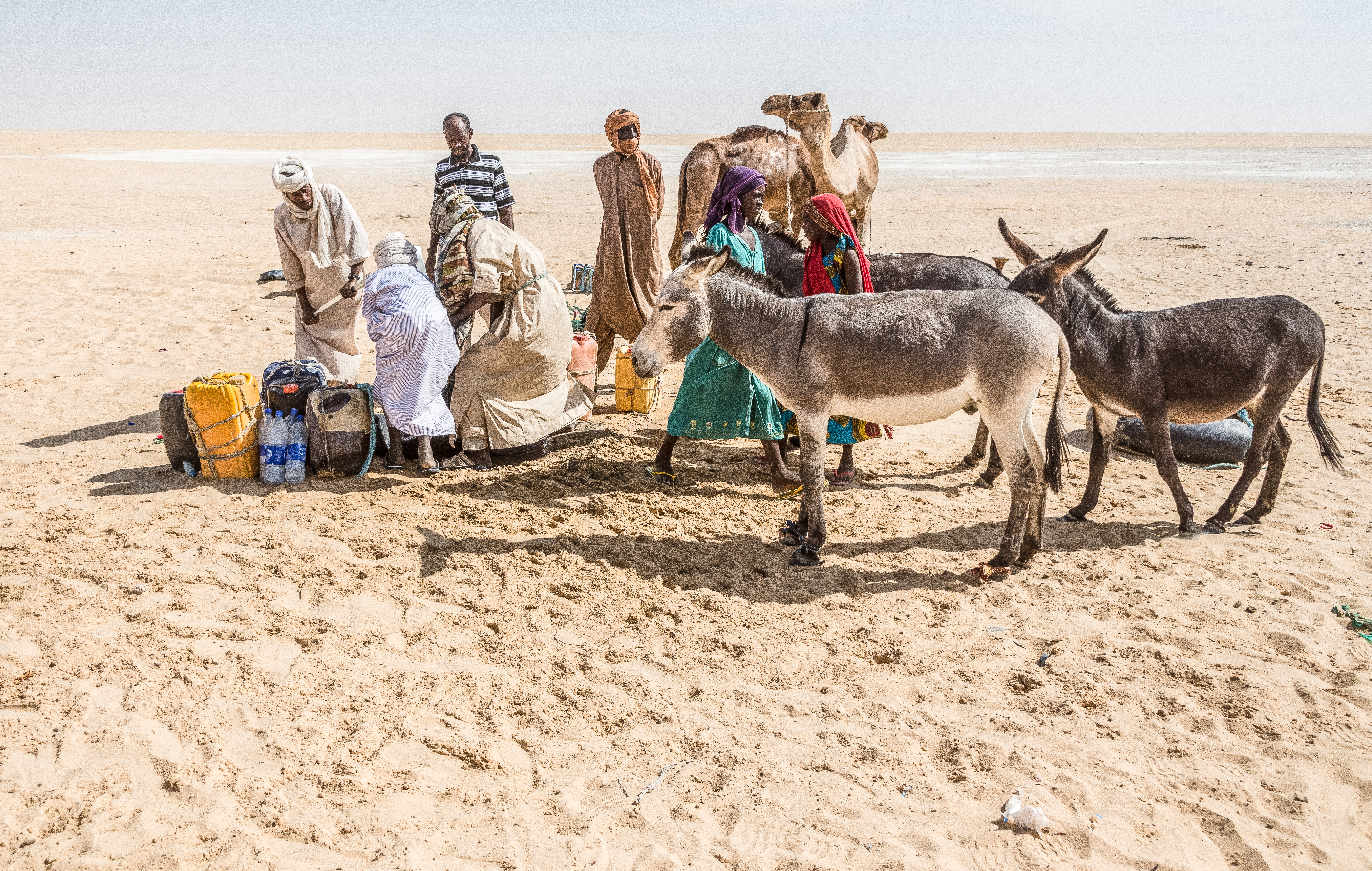
Puits dans le désert à Koro Toro.

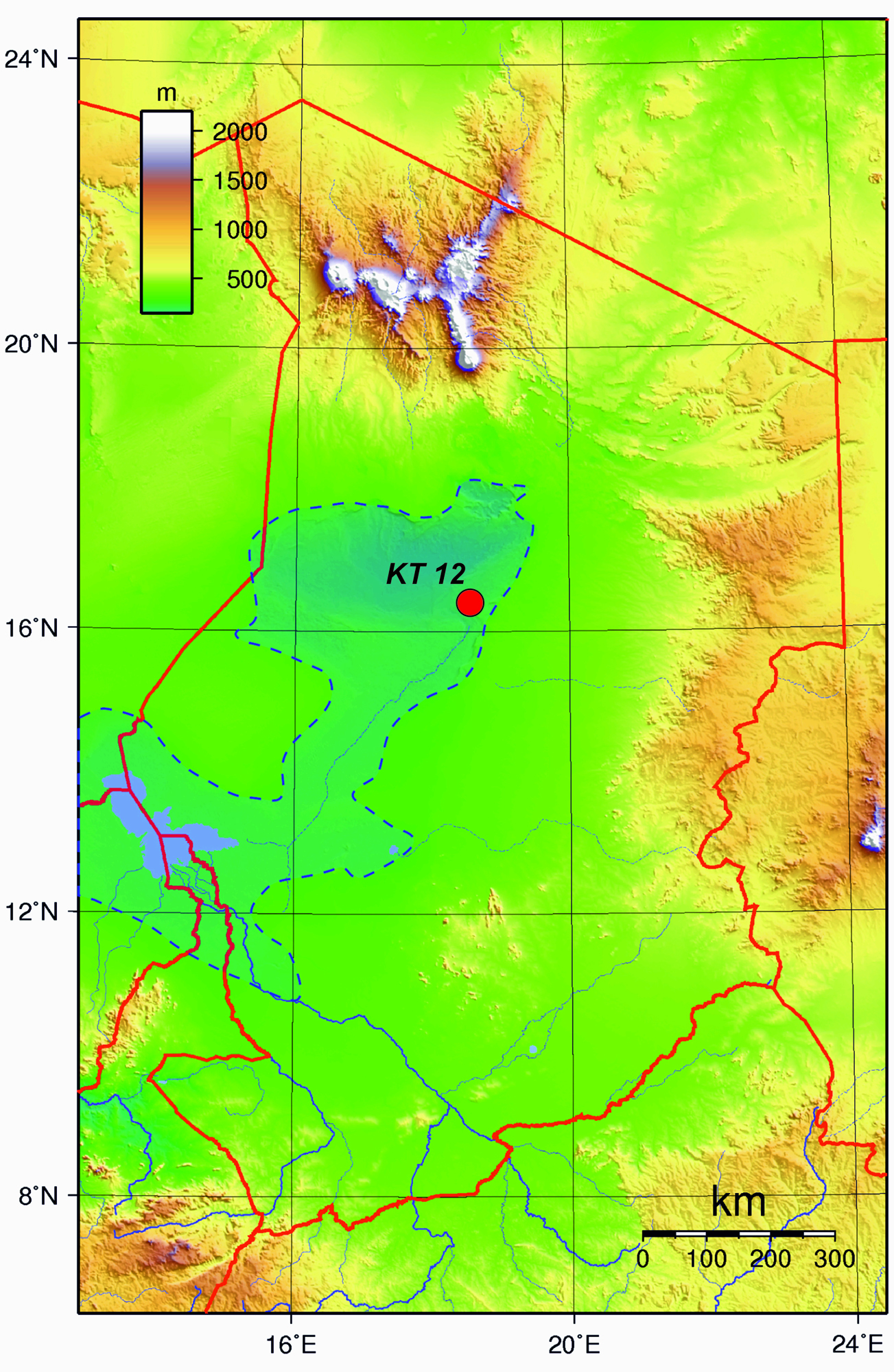
Emplacement du site KT 12.
La zone en bleu transparent limitée par des tirets correspond à l'extension maximale supposée du paléo-lac Tchad durant l'Holocène.

Koro Toro est un ensemble de quarante sites paléontologiques situés dans le Nord du Tchad. Il est connu pour être le lieu de découverte, de 1995 à 2012, de plusieurs fossiles d'Australopithecus bahrelghazali par l'équipe du paléoanthropologue français Michel Brunet,

## Paléontologie
Les trois sites à hominines de KT12., KT13 et KT40 sont situés au pied d'un même cordon sableux, le Goz Kerki, témoignage d'un ancien rivage relatif à l'extension de l'ancien lac Méga Tchad. La présence d'espèces aquatiques, terrestres et amphibies, typiques de la brousse et de la savane, fait penser que les os se sont déposés sur les rivages d'un grand lac, prédécesseur du lac Tchad, entouré d'un milieu analogue. Selon Alain Beauvilain, qui a organisé et participé à chacune des missions de terrain de 1995 à 2002, le potentiel fossilifère de ce secteur demeure important.

## Bagne
Koro Toro est aussi le lieu d'un bagne ouvert en 2003 où seraient retenus dans des conditions extrêmes environ 700 prisonniers.